# هازنکروگ
هازنکروگ (به آلمانی: Hasenkrug) یک شهر در آلمان است که در زگه‌برگ واقع شده‌است. هازنکروگ ۳۶۱ نفر جمعیت دارد.